# 2 World Trade Center
Canteiro de obras inacabadas.
O 2 World Trade Center, também conhecido pelo seu endereço, 200 Greenwich Street, será um novo edifício de escritórios aprovado para construção, como parte da reconstrução do World Trade Center em Nova Iorque. Quando concluída, a torre estará localizada no lado leste da Greenwich Street, do outro lado da localização original das Torres Gêmeas que foram destruídas durante os ataques de 11 de setembro de 2001.
O edifício de 79 andares, foi projetado por Foster and Partners, em Londres. O edifício terá uma altura de 387 metros, com uma antena em forma de tripé que permitirá a construção atingir a altura total de 411 metros. Em comparação, o telhado do Empire State Building, no andar 102, tem 381 metros de altura e sua antena tem 448 metros, bem como o 2 World Trade Center original (muitas vezes referido como a "Torre Sul"), tinha 415 metros de altura. O engenheiro estrutural do edifício é a WSP Cantor Seinuk, Nova Iorque.
Quando construída, a torre será o segundo maior arranha-céu do complexo do World Trade Center e o terceiro mais alto da cidade de Nova York, após o Empire State Building. O telhado inclinado em direção ao memorial irá fornecer um indicador visual de todo o horizonte de onde as torres originais estavam. A torre foi concebida para se assemelhar a um losango.